# Mesembryanthemum schlichtianum
Mesembryanthemum schlichtianum är en isörtsväxtart som beskrevs av Otto Wilhelm Sonder. Mesembryanthemum schlichtianum ingår i Isörtssläktet som ingår i familjen isörtsväxter. Inga underarter finns listade i Catalogue of Life.